# Michael Schmidt
Michael Hove Schmidt (født 1985) er en dansk atlet. Han er medlem af Københavns IF.
Schmidt vandt det danske indendørsmesterskab på 1500 meter 2013 og har dertil vundet tre sølvmedaljer på 800 meter. Han var på ungdomslandsholdet på 3000 meter forhindring og 1000 meter cross i 2004.
Schmidt har rekorden i at komme hurtigst fra bunden til toppen af Rundetårn sat 21. august 2008.

## Internationale ungdomsmesterskaber
- 2004 U20-NM 3000 meter forhindringsløb nummer 4 9:56.25
- 2004 U20-NM 6 km cross nummer 14

## Danske mesterskaber
- Guld 2013 1500 meter inde
- Guld 2012 4 x 1500 meter
- Bronze 2011 800 meter inde
- Sølv 2011 4 x 1500 meter 16,38,70
- Bronze 2010 4 x 400 meter
- Sølv 2008 800 meter inde
- Sølv 2007 800 meter inde

## Personlige rekorder
- 400 meter hæk: 59.7 Østerbro, 25. september 2006
- 800 meter: 1.51.59 Østerbro, 21. august 2012
- 1500 meter: 3.53.38 Frederiksberg, 29. maj 2012
- 3000 meter: 8.33.38 Kaunas, Litaun, 22. juni 2013
- 5000 meter: 15.26.66 Odense, 11. juni 2011